# Wes Montgomery
John Leslie „Wes“ Montgomery (6. března 1923 Indianapolis, Indiana – 15. června 1968 tamtéž) byl americký jazzový kytarista, několikrát oceněný cenou Grammy. Během svého života si vypracoval svou vlastní techniku hry na kytaru. Mezi svými kytarovými vzory ho uvádějí takoví kytaroví velikáni jako např. Carlos Santana, Jimi Hendrix, Pat Metheny, George Benson nebo Joe Satriani.

## Hudební kariéra
Na začátku své hudební dráhy cestoval Wes Montgomery s orchestrem vibrafoninsty Lionela Hamptona a hrál na všech nahrávkách tohoto orchestru z let 1948–1950. Pak se vrátil do rodného Indianapolis a až do roku 1957 vůbec nenahrával. V prosinci 1957 se opět objevil v nahrávacím studiu. Tentokrát se svými bratry Monkem a Buddym a trumpetistou Freddiem Hubbardem (pro kterého to bylo první nahrávání). Hodně desek z let 1957–1959, na kterých hrál se svými bratry Monkem (baskytara) a Buddym (vibrafon, klavír) vyšla na labelu Pacific Jazz.
Od roku 1959 nahrával Montgomery pro label Riverside Records a to až do roku 1963, kdy tato nahrávací společnost zbankrotovala. Nahrávky z tohoto období jsou jazzovými fanoušky a kritiky považovány za Montgomeryho nejlepší a nejvlivnější. Dvě nahrávací session z ledna 1960, které byly vydány na albu The Incredible Jazz Guitar of Wes Montgomery. Montgomery na nich hrál s kvartetem pianisty Tommyho Flanagana, basisty Percyho Heatha a bubeníka Alberta Heatha. Na tomto albu je asi nejslavnější Montgomeryho skladba Four on Six. Téměř všechna Montgomeryho práce pro label Riverside byla s malými jazzovými tělesy, většinou to byly kvartety nebo kvintety. Většinou dohromady hráli svižné swingové skladby a pomalé melancholické balady.
V roce 1964 přešel Montgomery na dva roky k Verve Records. Během těchto let hrál většinou s různými orchestry a jeho hudba se pomalu začala přesouvat od jazzu k pop music. Jedinou významnou výjimkou bylo živé album Smokin’ at the Half Note, které nahrál společně s Wynton Kelly Triem. Jeho živé koncerty, které odehrál během této doby, byly ale stále velmi nadprůměrné. Svědčí o tom například i audio a video nahrávky z roku 1965 z jeho koncertního turné po Evropě.
Po dvou letech u Verve začal Montgomery vydávat u A&M Records. Jeho hudební kariéra tak definitivně sklouzla k popu. Všechna tři alba, které během nahrávání pro Verve vydal (vyšla v letech 1967 a 1968) obsahovala většinou orchestrální coververze známých popových hitů v orchestrálním hávu (Scarborough Fair, I Say a Little Prayer for You, Eleanor Rigby a další). Byly to instrumentálky, kde melodickou linku hrála právě Montgomeryho kytara. Tyto nahrávky byly sice nejprodávanější ze všech za celou jeho kariéru, kritika je ovšem zavrhla. Svými inovativními sólovými riffy ale i přesto inspiroval mnoho jazzových kytaristů.

## Diskografie (částečná)
- Fingerpickin' (1958)
- Far Wes (1958)
- The Wes Montgomery Trio (1959)
- The Incredible Jazz Guitar of Wes Montgomery (1960)
- Cannonball Adderley and the Poll-Winners (1960)
- Movin' Along (1960)
- The Montgomery Brothers (1960)
- The Montgomery Brothers in Canada (1961)
- So Much Guitar (1961)
- Groove Yard (1961)
- Bags Meets Wes! (with Milt Jackson) (1961)
- Full House (1962)
- Fusion!: Wes Montgomery with Strings (strings arranged by Jimmy Jones) (1963)
- Boss Guitar (1963)
- Guitar On The Go (1963)
- The Alternative Wes Montgomery (alternate takes for previously issued albums) (1963)
- Portrait of Wes (1963)
- Movin' Wes (1964)
- Bumpin' (arranged and conducted by Don Sebesky) (1965)
- Smokin' at the Half Note (1965)
- Goin' Out of My Head (arranged and conducted by Oliver Nelson) (1965)
- Tequila (arranged and conducted by Claus Ogerman) (1966)
- California Dreaming (arranged and conducted by Don Sebesky) (1966)
- Jimmy & Wes: The Dynamic Duo (with Jimmy Smith) (1966)
- Further Adventures of Jimmy and Wes (with Jimmy Smith) (1966)
- A Day in the Life (arranged and conducted by Don Sebesky) (1967)
- Down Here on the Ground (arranged and conducted by Don Sebesky) (1968)
- Road Song (arranged and conducted by Don Sebesky) (1968)
- Willow Weep for Me (unused takes from the Smokin' at the Half Note session; overdubbed woodwinds and brass arranged and conducted by Claus Ogerman) (1968)

## Ocenění
- 1966 – Cena Grammy za album Goin' Out of My Head[1]
- 1969 – Cena Grammy za album Willow Weep for Me[1]